# كايل بارك
كايل بارك (بالإنجليزية: Kyle Park)‏ هو مغن مؤلف ومغني أمريكي، ولد في 1986.

## وصلات خارجية
- الموقع الرسمي
- كايل بارك على موقع ميوزك برينز (الإنجليزية)